# Thalassodes diaphana
Thalassodes diaphana är en fjärilsart som beskrevs av Debauche 1941. Thalassodes diaphana ingår i släktet Thalassodes och familjen mätare. Inga underarter finns listade i Catalogue of Life.